# Łobżany
Łobżany (deutsch Gut Labes A u. D) ist ein Dorf in der polnischen Woiwodschaft Westpommern. Es gehört zur Gmina Łobez (Stadt- und Landgemeinde Labes) im  Powiat Łobeski (Labser  Kreis).

## Geographische Lage
Das Dorf liegt in Hinterpommern, etwa 23 Kilometer südöstlich der Stadt Resko (Regenwalde), vier Kilometer nördlich des Stadtkerns von Łobez (Labes) und fünf Kilometer südsüdöstlich des Dorfs Bełczna (Neukirchen).

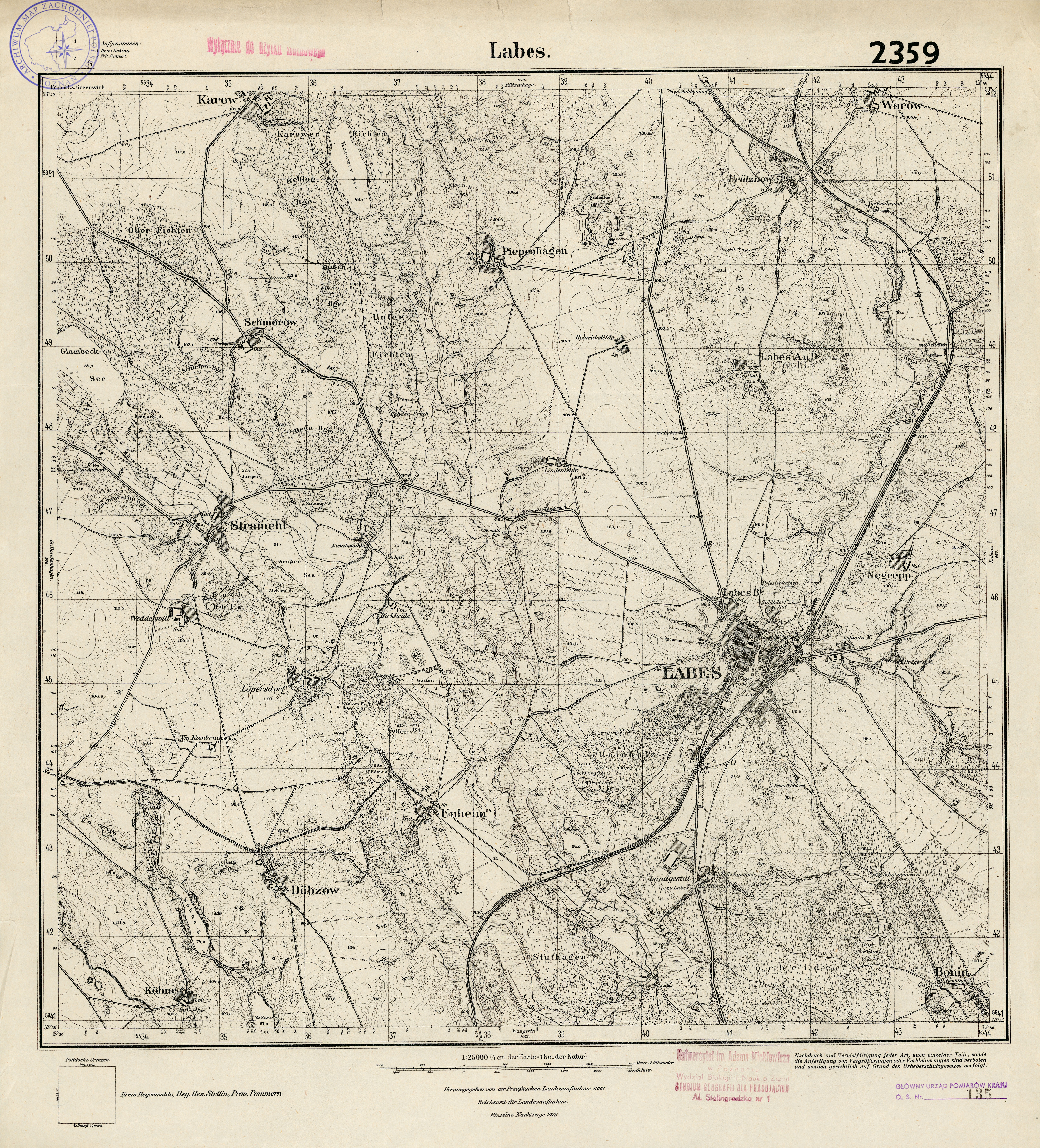
Rittergut Labes A und D, etwa vier Kilometer nördlich des Stadtkerns von Labes, und Rittergut Labes B am nördlichen Stadtrand, auf einer Landkarte der Umgebung der Stadt Labes von 1929

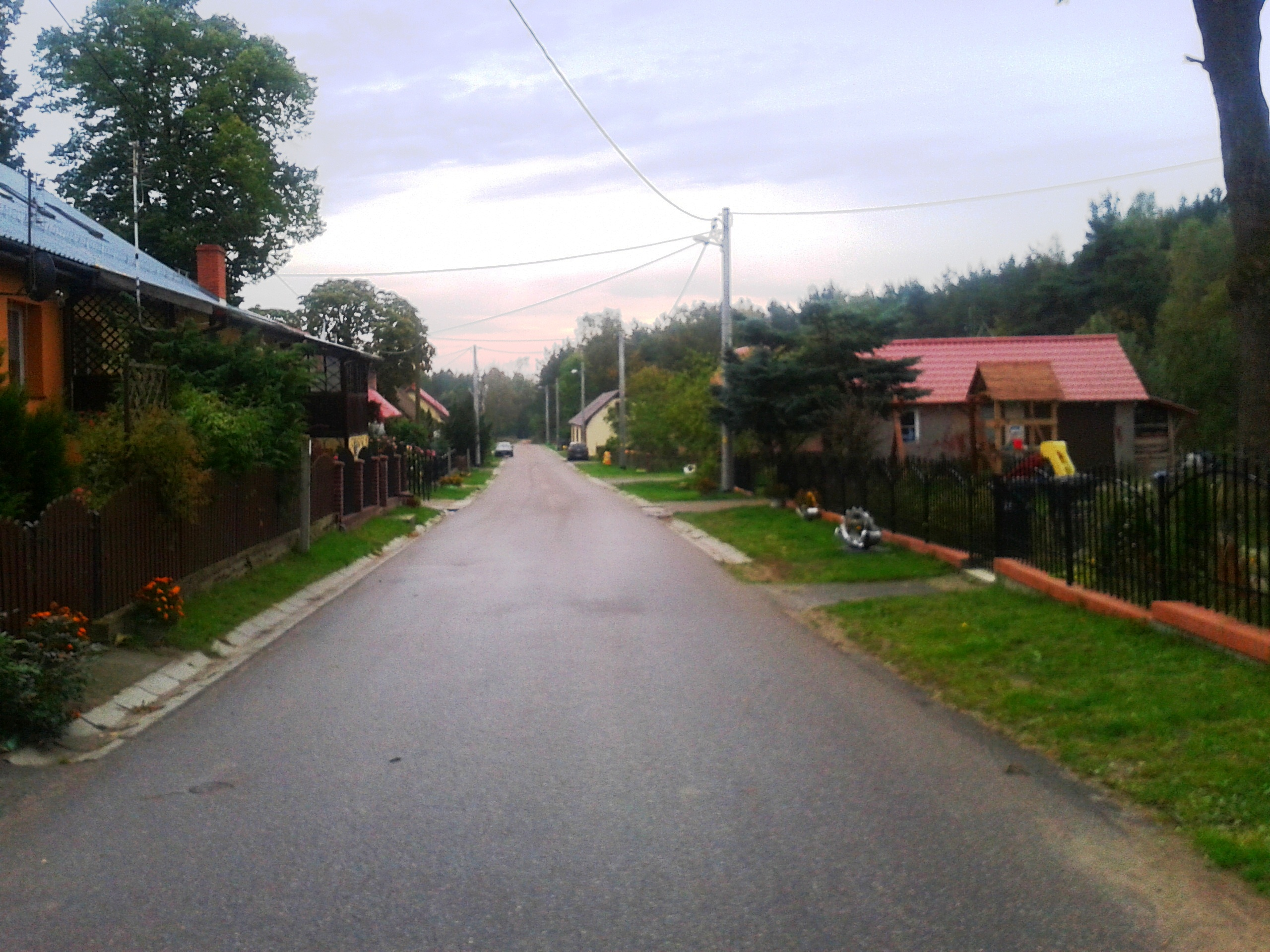
Dorfstraße (2014)

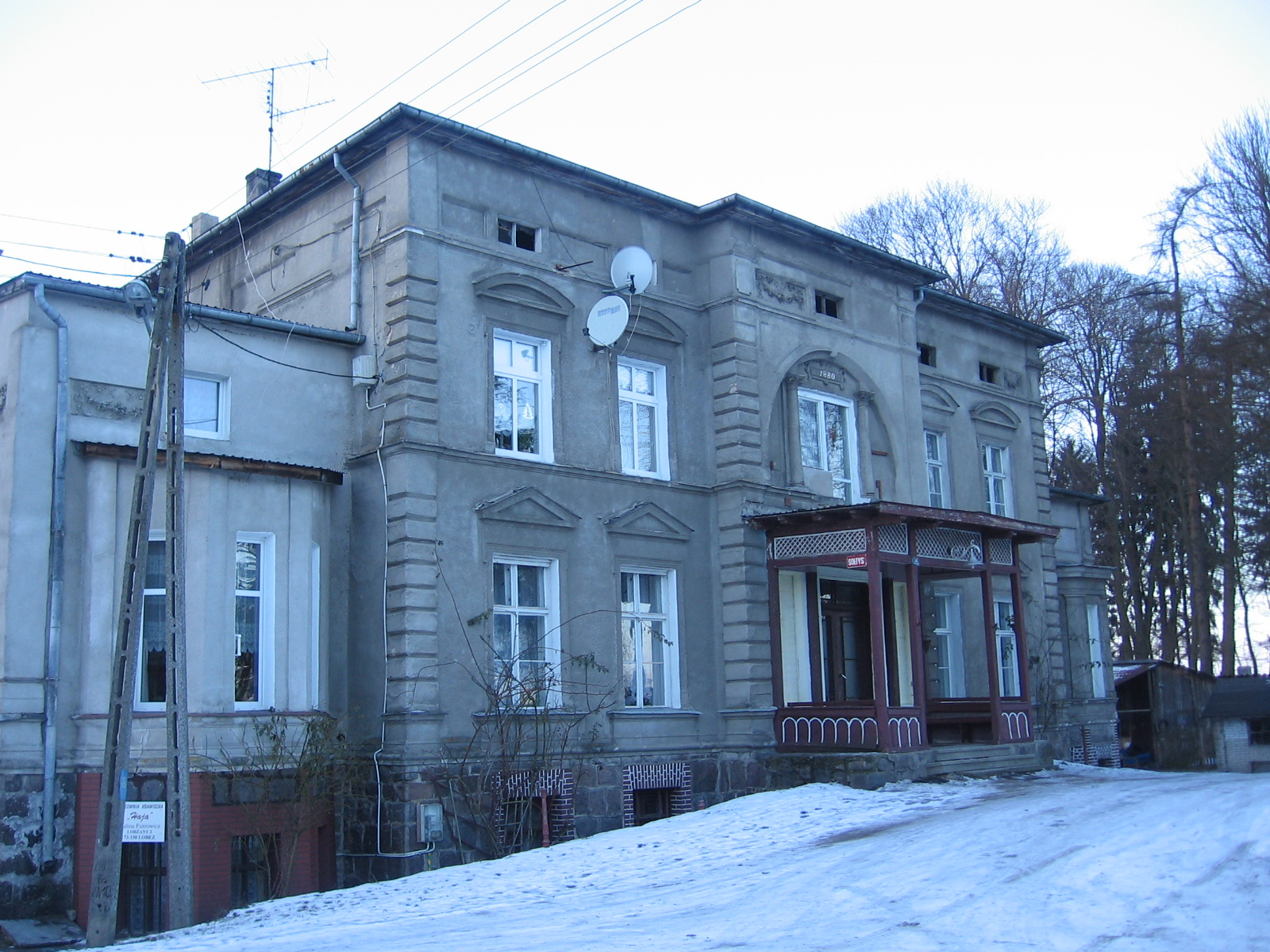
Bahnhofsgebäude (2009)

## Geschichte
Der Gutsbezirk Labes A und D war ehemals ein altes pommersches Lehen der in Hinterpommern alteingeborenen Familie Borcke und gehörte zu deren an der Nordseite von Labes gelegenem Güter-Komplex Labes A, B, C und D.
Die Vasallen-Tabelle von 1804 nennt den Kammerherrn Philip Ludwig Christoph August von Borcke als Besitzer von Labes A und D. In dem Gutsbezirk A und D war 1852 die Regulierung der gutsherrlichen und bäuerlichen Verhältnisse durchgeführt worden.
1884 wurde die Flächengröße des Ritterguts Labes A und D mit 548 Hektar beziffert, Ende 1885 wurden 592 Hektar angegeben.
Am 1. April 1927 hatte das Gut Labes A und D eine Flächengröße von 556 Hektar, und am 16. Juni 1925 hatte der Gutsbezirk 100 Einwohner.
Im Jahr 1945 war das Gut Labes A und D eine Wohnstätte im Stadtgebiet von Labes im Kreis Regenwalde im Regierungsbezirk Köslin der preußischen Provinz Pommern des Deutschen Reichs.
Gegen Ende des Zweiten Weltkriegs wurde die Region im Frühjahr 1945 von der Roten Armee besetzt. Nach Beendigung der Kampfhandlungen wurde das Gut Labes A und D zusammen mit der Stadt Labes und ganz Hinterpommern seitens der sowjetischen Besatzungsmacht der Volksrepublik Polen zur Verwaltung überlassen. Danach begann die Zuwanderung von Polen. Das Gut Labes A und D  wurde unter der Ortsbezeichnung ‚Łobżany‘ verwaltet. In der Folgezeit wurde die einheimische Bevölkerung von der polnischen Administration aus Labes und dem Kreisgebiet vertrieben.

### Demographie
| Jahr | Einwohner | Anmerkungen |
| ---- | --------- | --- |
| 1782 | –         | zwei Güter des aus vier ritterfreien Gütern bestehenden Güter-Komplexes Labes A, B, C und D mit insgesamt 16 Feuerstellen (Haushaltungen)                          |
| 1818 | 131       | Vorwerk und Wassermühle, adlige Besitzung |
| 1825 | 131       | Vorwerk mit einer Wassermühle |
| 1852 | 201       | Dorf |
| 1864 | 228       | am 3. Dezember, Gutsbezirk |
| 1867 | 197       | am 3. Dezember |
| 1871 | 147       | am 1. Dezember, davon 85 im Dorf (84 Evangelische, ein Katholik), 113 im Gutsbezirk A und C (sämtlich Evangelische) und 35 im Gutsbezirk B (sämtlich Evangelische) |
| 1885 | 106       | am 1. Dezember, sämtlich Evangelische |
| 1910 | 113       | am 1. Dezember |
| 1925 | 100       | am 16. Juni 1925 |